# Эффект Джоуля — Томсона
Эффект Джо́уля — То́мсона — явление изменения температуры газа или жидкости при стационарном адиабатическом дросселировании — медленном протекании газа под действием постоянного перепада давлений сквозь дроссель (пористую перегородку). Используется как один из методов получения низких температур.
Назван в честь открывших его в 1852 году Джеймса Джоуля и Уильяма Томсона; основой открытия стала работа Джоуля по вопросу о свободном расширении идеального газа в вакуум при неизменной температуре (расширение Джоуля).
С именами Джоуля и Гей-Люссака связан несколько отличающийся по постановке эксперимента эффект: расширение газа через открытый клапан из сосуда высокого давления в сосуд с низким давлением (адиабатическое расширение в вакуум). Теория этого процесса к тому же имеет много сходных черт с анализом собственно эффекта Джоуля — Томсона, поэтому часто (в том числе и в настоящей статье) оба явления обсуждаются одновременно.

## Процессы адиабатического расширения
Адиабатическое (в отсутствие теплообмена) и при этом стационарное (когда кинетическая энергия движения пренебрежимо мала) расширение может быть осуществлено различными способами. Изменение температуры {\displaystyle T} при расширении зависит не только от начального и конечного давления, но и способа, которым осуществляется расширение.
Обратимое расширение имеет место, если теплоизолированная термодинамическая система находится в термодинамическом равновесии в ходе процесса. Такое расширение называется изоэнтропийным, поскольку энтропия системы {\displaystyle S} остаётся неизменной: {\displaystyle \mathrm {d} S=0}. Обычным примером такого расширения является медленное расширение газа при движении закрывающего сосуд поршня. В этом случае при расширении, то есть при положительном изменении объёма {\displaystyle \mathrm {d} V>0} система совершает положительную работу {\displaystyle P\,\mathrm {d} V>0}, где {\displaystyle P} — давление. Как результат, внутренняя энергия {\displaystyle U} уменьшается: {\displaystyle \mathrm {d} U=T\,\mathrm {d} S-P\,\mathrm {d} V<0}.
В процессе свободного расширения газ не совершает работу и не поглощает тепло, поэтому его внутренняя энергия сохраняется. При таком расширении температура идеального газа оставалась бы постоянной, но температура реального газа может и уменьшаться.
Метод расширения, в котором газ или жидкость при давлении {\displaystyle P_{1}} перетекает в область пониженного давления {\displaystyle P_{2}} без существенного изменения кинетической энергии, называется расширением Джоуля — Томсона. Расширение существенно необратимо. В ходе этого процесса энтальпия остаётся неизменной. В отличие от свободного расширения, совершается работа, вызывающая изменение внутренней энергии газа.

## Термодинамика процесса Джоуля — Томсона
Эффект Джоуля — Томсона — это изоэнтальпийный процесс, что позволяет описать его методами термодинамики. Схема процесса представлена на рисунке. Левый поршень, вытесняя газ под давлением {\displaystyle P_{1}} из объёма {\displaystyle V_{1}}, совершает над ним работу {\displaystyle P_{1}V_{1}}. Пройдя через дроссель и расширяясь в объём {\displaystyle V_{2}}, газ совершает работу {\displaystyle P_{2}V_{2}} над правым поршнем. Суммарная работа {\displaystyle P_{1}V_{1}-P_{2}V_{2}}, совершённая над газом, равна изменению его внутренней энергии {\displaystyle U_{2}-U_{1}=P_{1}V_{1}-P_{2}V_{2}}, так что энтальпия {\displaystyle H=U+PV} сохраняется: {\displaystyle H_{1}=H_{2}}.

### Изменение температуры
Сохранение энтальпии позволяет найти связь между изменениями давления и температуры в процессе Джоуля — Томсона. Чтобы установить эту связь, энтальпия должна быть выражена в виде функции {\displaystyle H=H(P,T)} от давления {\displaystyle P} и температуры {\displaystyle T}.
Чтобы получить выражение для дифференциала энтальпии в переменных {\displaystyle T} и {\displaystyle P}, дифференциал энтропии выражается через {\displaystyle \mathrm {d} T} и {\displaystyle \mathrm {d} P}:
{\displaystyle \mathrm {d} S=\left({\frac {\partial S}{\partial T}}\right)_{P}\,\mathrm {d} T+\left({\frac {\partial S}{\partial P}}\right)_{T}\,\mathrm {d} P.}
Температурная производная энтропии выражается через (измеримую) теплоёмкость при постоянном давлении {\displaystyle C_{P}\equiv \left({\frac {\partial H}{\partial T}}\right)_{P}=T\left({\frac {\partial S}{\partial T}}\right)_{P}}. Производная энтропии по давлению выражаются с помощью четвёртого соотношения Максвелла (G2) {\displaystyle \left({\frac {\partial S}{\partial P}}\right)_{T}=-\left({\frac {\partial V}{\partial T}}\right)_{P},} что даёт
{\displaystyle \mathrm {d} S={\frac {C_{P}}{T}}\,\mathrm {d} T-\left({\frac {\partial V}{\partial T}}\right)_{P}\,\mathrm {d} P,}
{\displaystyle \mathrm {d} H=C_{P}\,\mathrm {d} T+\left[V-T\left({\frac {\partial V}{\partial T}}\right)_{P}\right]\,\mathrm {d} P.}
Изменение температуры при малом изменении давления (дифференциальный эффект) в результате процесса Джоуля — Томсона определяется производной {\displaystyle \mu _{\text{JT}}=\left({\frac {\partial T}{\partial P}}\right)_{H}}, называемой коэффициентом Джоуля — Томсона.
Из уравнения для дифференциала энтальпии в переменных температура — давление находится связь между дифференциалами температуры и давления в изоэнтальпийном процессе (при {\displaystyle dH=0}). Равенство нулю дифференциала энтальпии даёт
{\displaystyle C_{P}\,\mathrm {d} T+\left[V-T\left({\frac {\partial V}{\partial T}}\right)_{P}\right]\,\mathrm {d} P=0,}
{\displaystyle \mu _{\text{JT}}={\frac {\mathrm {d} T}{\mathrm {d} P}}={\frac {T\left({\frac {\partial V}{\partial T}}\right)_{P}-V}{C_{P}}}.}
Для идеального газа {\displaystyle \mu _{\text{JT}}=0}, а для реального газа он определяется уравнением состояния.
Если при протекании газа через пористую перегородку температура возрастает ({\displaystyle \mu _{\text{JT}}<0}), то эффект называют отрицательным, и наоборот, если температура убывает ({\displaystyle \mu _{\text{JT}}>0}), то процесс называют положительным. Температуру, при которой {\displaystyle \mu _{\text{JT}}} меняет знак, называют температурой инверсии.
Измерение {\displaystyle \mu _{\text{JT}}} позволяет установить уравнение состояния газа.

## Комментарии
1. ↑  Поскольку Томсон также известен под именем лорда Кельвина, в англоязычной литературе в названии эффекта может присутствовать имя Кельвина вместо Томсона.